# Како сачувати ментално здравље старих у избеглиштву (књига)
Како сачувати ментално здравље старих у избеглиштву  једна је од пет књига библиотеке И то је живот аутора Душана Петровића, објављена 2000. године у издању Југословенског Црвеног крста и Међународне фередација друштава Црвеног крста и Црвеног полумесеца.

## О ауторима
- Душан Петровић (1924-2020), професор у пензији Факултета политичких наука Универзитета у Београду. Дипломирао је 1950. године на Медицинском факултету у Београду, а специјализацију из неуропсихијатрије завршио 1955. године. Био је дугогодишњи професор Одељења за социјалну политику и социјални рад, ангажован на предметима Групни социјални рад и Ментална хигијена.[2]
- Михаела Јанша - Експерт за консултантске услуге о праћењу и извештавању у УНИЦЕФ-у.[3]

## О делу
Југословенски црвени крст и Међународна федерација друштава Црвеног крста и Црвеног полумесеца, свесни реалне опасности да се у избеглиштву може пореметити ментално здравље, покренули су библиотеку под називом И то је живот. Како сачувати ментално здравље деце у избеглиштву је једна од пет књига објављених у библиотеци која је посвећена теми менталног стаља избеглица.
Књига Како сачувати ментално здравље старих у избеглиштву је гњига о старима у избеглиштву, њиховим тегобама, могућностима и начинима самопомоћи и  помоћи. Аутор у предговору књиге истиче да је од броја људи у избеглиштву, око 15% старијих од 65 година. То је популација која већ по својим биолошко-социјалним карактеристикама заслужује велику пажњу. Велики део старих људи међу избеглицама и привремено расељеним је често у стању да нешто привређује и да се избори за самоодржање, али их у томе спречава отргнутост из своје средине, домова, раздвојеност од породице. Нису често у стању да превазиђу недаће избеглиштва и поред свог животног искуства, зрелости и мудрости коју поседују. За превазилажење недаћа и сналажења у новим условима неопходна им је помоћ стручних служби, програма, али и њих самих. Сем помоћи у решавању егзистенцијалних проблема великом делу старих је неопходна здравствена помоћ, укључујући лекове, помоћ у виду психолошке и социјалне подршке. Једном делу старих који у потпуности завиде од других, поред помоћи неопходна је и нега.
Аутор истиче да осим младих и деце који могу имати потешкоћа у избеглиштву, ни са старима ситуација није боља. Показало се да стари људи у фази наступања стреса реагују доста сабрано, али је ипак видљив губитак самопоуздања и сигурности у оваквим ситуацијама. Стрес доживљен изгоном, губитком дома и имовине, породице, извора егзистенције, како каже аутор, "за стару особу представља исто што и тешка болест која угрожава живот". Зато је старијима, поред психосоцијалне подршке и помоћи, потребно ружити и медицинску помоћ.

### Питања
Књига је настала тако што је Михаела Јанша постављала питања а проф. др Душану Птеровићу на њих одговарао:
- Шта је то старење?
- Које су најчешће промене у току старења (телесне, психолошке и друштвене)?
- Да ли је старост болест?
- Које су најчећи психошки поремећаји код старих?
- Које су промене прилагођавања старих људи на промене у себи и око себе?
- Које су најчеће психолошке промене код старих људи у избеглиштву?
- Које су разлике у реаговању на стрес условљен ратом и избеглиштвом код младих и старих?
- Шта све спада под стрес код страих људи?
- Како препознати стару особу под стресом условљеним ратом и избеглиштвом?
- С обзиром да у избеглиштву стара особа губи социјалну сигурност и економску независност, како да одржи осећај достојанства и сигурности у себе?
- У условима рата и избеглиштва долази до губитка брачног друга или члана породице са којом је дељена свакодневница, живот и љубав, али и особе која је обављала део свакодневних активности. Тада се често мењају друштвене улоге у односи у породици. Како да се стара особа постави у таквој ситуацији?
- У ситуацији избеглиштва улоге у породици се мењају и односу на улоге које су постојале у старом крају. Како се организовати и самоорганизовати?
- Како помоћи у отклањању последица стреса код старих? Како да особа помогне сама себи и када јој је потребна помоћ стрчњака?
- Како препознати границу до које старој особи може помоћи аматер (нестручњак), а када је неопходна помоћ стручњака?
- Код старих људи се често као одбрана од стреса изазваног ратом и избеглиштвом развијају тзв. одбрамбени механизам. Када су они корисни, а када не?
- У условима избеглиштва сатри људи су често одвојени од својих ближњих и смештени у колективне смештаје Како да у таквој ситуацији одрже осећај самосталности и да се не препусте?
- У избеглиштву се код старих развија осећај да су "ишчупани из корена". Често се јавља јака потреба за повратком у стари крај и поред тога што је то скопчано са великим ризиком. Шта чинити у таквој ситуацији?
- У избеглиштву старим људима често недостаје одговарајућа брига и нега. Како се организовати у таквим ситуацијама?
- Пре ратне ситуације стари људи су водили одвојен живот од своје деце која су се осамосталила и одселила. У условима избеглиштва стари су често приморани да поново живе заједно са својом децом и њиховом породицом. Стари се тада често осећају да су на терету и да су узрок породичним размирицама. Шта да се ради у таквим ситуацијама?
- Како задовољити културно-образовне потребе старих у избеглиштву Зашто је то битно?
- Да ли старе особе и кроз задовољење религиозних потреба чувају своје ментално здравље?
- Како орхганизовати живот у условима усамљености, далеко од породице и родног места?
- Како стећи и задржати осећај корисности и пронаћи животну сврху у избеглиштву?
- Како пребродити емоционалне губитке - губитак члана породице у рату До ког периода је туговање за изгубљеним чланом породице нормално, а када постаје нездраво?
- Како задовољити емоционалне потребе старих?
- Да ли је за старе људе боље спонтано живљење или организован живот?
- Шта је основни циљ заштите и помоћи у старости?